# Michel Soulié
Pour les articles homonymes, voir Soulié.
 (septembre 2019).
Si vous disposez d'ouvrages ou d'articles de référence ou si vous connaissez des sites web de qualité traitant du thème abordé ici, merci de compléter l'article en donnant les références utiles à sa vérifiabilité et en les liant à la section « Notes et références ».
Michel Soulié est un homme politique français né le 10 février 1916 à Saint-Étienne (Loire) et décédé le 15 mai 1989 à Pont-de-Beauvoisin (Isère).

## Biographie
Fils de  Louis Soulié (1871-1939). Il est fondateur, avec Waldeck-Rousseau, de La Tribune Républicaine. 
Il est sénateur de la Loire de 1920 à 1933.
Beau-frère de Pierre Blanchonnet, éditeur d'Ici Paris.
Après des études à l'école normale supérieure il obtient l'agrégation de lettres. Fait prisonnier en 1940, il s'évade et rejoint la résistance. Après-guerre, Michel Soulié est nommé attaché culturel adjoint à l'ambassade de France à Copenhague (1946-1948). À partir de 1949, il travaille comme journaliste.
Vice-président national du parti radical-socialiste, proche de Pierre Mendès France, il est, dans le contre-gouvernement fictif élaboré en 1966 par François Mitterrand, présenté comme pouvant être ministre des droits de l’homme, de la justice et de l'information d'un gouvernement de gauche.
Il est élu député radical de la Loire de 1956 à 1958. Il devient Secrétaire d'État à l'Information dans le gouvernement Maurice Bourgès-Maunoury du 17 juin au 30 septembre 1957, rattaché au Président du Conseil.
Au cours des années 1960, Michel Soulié s'installe à Aix-les-Bains, et se présente plusieurs fois en Savoie aux élections législatives (1958, 1967) et sénatoriales (1968) sous l'étiquette radicale-socialiste, atteint parfois le second tour, mais sans jamais être réélu. Il préside la fédération de Savoie de la FGDS.